# Холмы (городской округ Истра)
Холмы — деревня в Ермолинском сельском поселении Истринского района Московской области. Население — 17 чел. (2010), в деревне 5 улиц, зарегистрировано 13 садовых товариществ. В деревне действует Знаменская церковь 1696 года постройки.

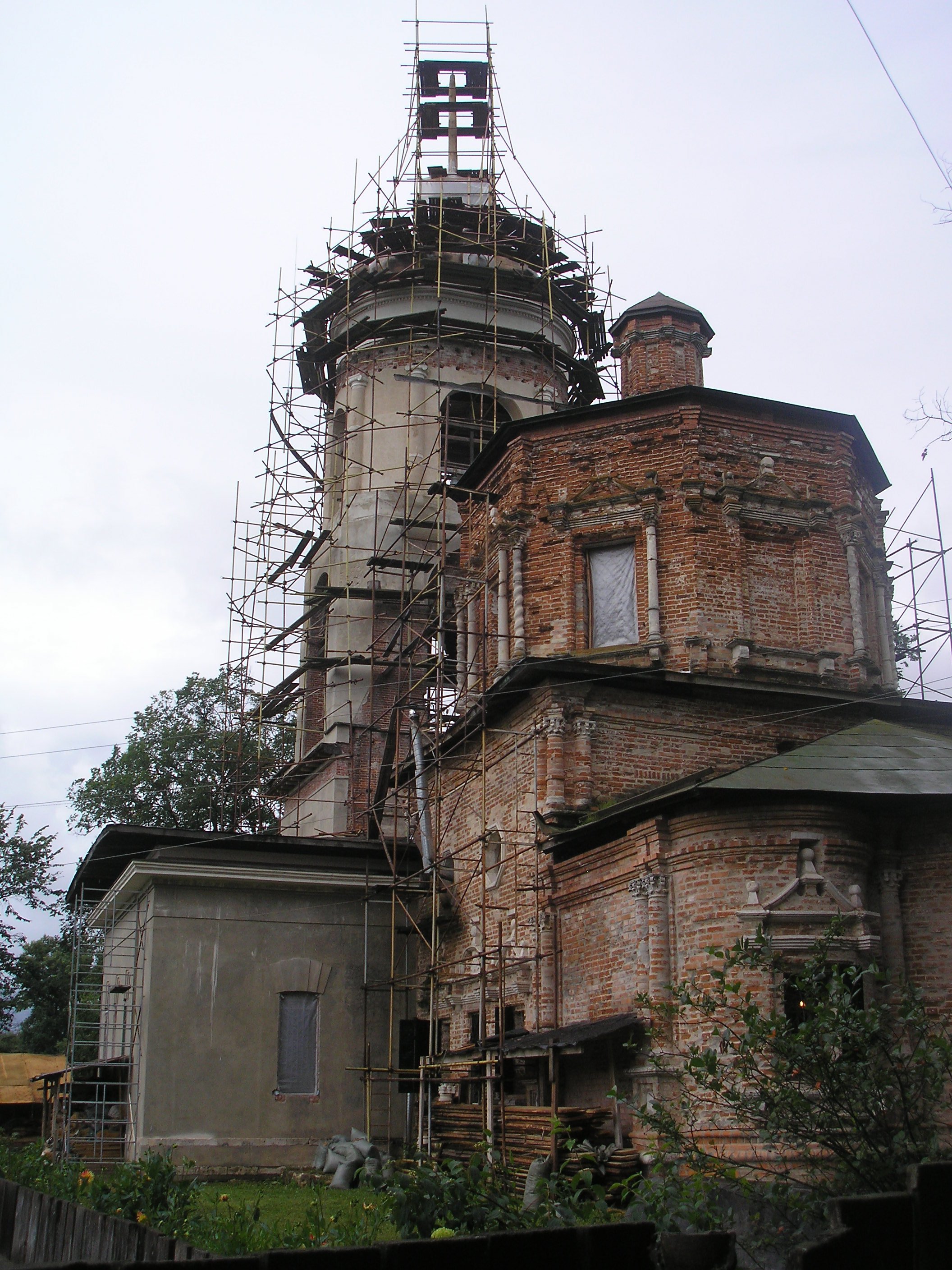
Церковь иконы Божией Матери «Знамение»

Расположена на правом берегу речки Холминки, правого притока Песочной, у границы с Солнечногорским районом, примерно в 8,5 км на северо-восток от Истры, высота над уровнем моря 196 м. Ближайшие населённые пункты: Адуево в 1 км на юг, Духанино в 1,5 км на запад и Лисавино в 1,4 км на юго-восток.

## Население
| 2002 | 2006 | 2010 |
| ---- | ---- | ---- |
| 38   | ↘15  | ↗17  |